# Phytoseius punjabensis
Phytoseius punjabensis är en spindeldjursart som beskrevs av Gupta 1977. Phytoseius punjabensis ingår i släktet Phytoseius och familjen Phytoseiidae. Inga underarter finns listade i Catalogue of Life.